# TSVハフェルゼ
TSVハフェルゼ（ドイツ語: TSV Havelse）は、ドイツ・ニーダーザクセン州ガルブセンのハフェルゼに本拠地を置くサッカークラブ。

## 歴史
1912年8月5日にFCペリカン＝ハフェルゼ（FC Pelikan-Havelse）としてハフェルゼ在住の13人の青年によって設立された。名前のペリカンは鳥のペリカン属ではなく、地元のスポーツ用品店が作っていたボールのブランド名で、7.5ライヒスマルクを支払って命名権を購入した。しかし直後の第一次世界大戦によって活動停止となった。
1929年、スポーツクラブのトゥルンフェアアイン・ハフェルゼ（Turnverein Havelse）が設立、4年後にペリカンの名前を引き継いでサッカークラブを設立。その後1930年代中に現在の名称に改名した。
クラブとして大きな功績は殆ど観られなかったが、1986年にフォルカー・フィンケが監督に就任した結果として、1990-91シーズンに1シーズンだけとはいえ、ツヴァイテリーガに参戦した。
2020-21シーズンのレギオナルリーガ・ノルトを3位で終えたが、首位のSCヴァイヒェ・フレンスブルク08、2位のSVヴァルダー・ブレーメンIIがともにドリッテ・リーガのライセンスを保有していなかったため、昇格プレーオフに繰り上げ参戦となった。プレーオフでは1.FCシュヴァインフルト05を2-0で下し、昇格した。しかし3部の壁は高く1シーズンで降格した。

## 本拠地
本拠地はハフェルゼにあるヴィルヘルム＝ラングレール＝シュタディオンであるが、ドリッテ・リーガの基準を満たしていないため、同リーグ所属時はニーダーザクセンシュタディオンを使っていた。

## タイトル
- オーバーリーガ・ノルト: 1989
- オーバーリーガ・ニーダーザクセン＝ヴェスト: 2010
- ニーダーザクセン・ポカール: 2012, 2020

## 歴代所属選手
- フォルカー・フィンケ -1969
- ヒラル・エル＝ヘルウェ 2013-2015